# アニメタイムズ
株式会社アニメタイムズ社（アニメタイムズしゃ、英: The Anime Times Company）は、定額制動画配信サービスに対するアニメ作品の供給、および定額映像配信サービス「アニメタイムズ」を運営する企業。エイベックス・ピクチャーズ株式会社の連結子会社。

## 沿革
2014年11月25日、エイベックス・グループ・ホールディングス（現：エイベックス）は同社の100％子会社であるエイベックス・ピクチャーズ、講談社、集英社、小学館の共同出資により、2015年1月に映像配信サービス向けにアニメ作品の供給を行う企業としてアニメタイムズを設立することを発表し、同じくエイベックスグループが運営するdビデオやUULA向けのアニメ作品調達の窓口をアニメタイムズに一本化させ、講談社・集英社・小学館を中心とした作品力を活用し、グループ内外の映像配信サービスに向けてアニメ作品を供給すると発表した。
資本金は1億円であり、エイベックス・グループ・ホールディングスの連結子会社となり、エイベックス・ピクチャーズ代表取締役社長の竹内成和が取締役会長に、エイベックス・ピクチャーズ取締役アニメ制作本部長の勝股英夫が代表取締役社長にそれぞれ就任した。

## Prime Video チャンネル
講談社・集英社・小学館の話題作や名作アニメを供給するアニメ専門チャンネル「アニメタイムズ」が2021年8月19日よりAmazon Prime Videoにてサービスを開始。このサービスの利用についてはAmazonプライム会員への登録が別途必要である。

## 役員
2024年3月現在。
代表取締役社長
- 勝股英夫（エイベックス・ピクチャーズ）

取締役
- 柴田肇（エイベックス）
- 大竹海南（エイベックス・ピクチャーズ）
- 松本智（講談社）
- 瓶子吉久（集英社）
- 沢辺伸政（小学館）

執行役員
- 高見洋平（講談社）
- 大好誠（集英社）
- 備前島幹人（小学館）
- 大山良（エイベックス・ピクチャーズ）
- 前野展啓（エイベックス・ピクチャーズ）
- 田中正明（エイベックス・ピクチャーズ）